# دادگاه نظامی (فیلم ۱۹۷۸)
دادگاه نظامی (انگلیسی: Court Martial)) یک فیلم کروات به کارگردانی برانکو ایواندا محصول ۱۹۷۸ است.